# Mercedes-Benz O 322
 (septembre 2023).
Le Mercedes-Benz O 322 est un autobus urbain de Mercedes-Benz construit par Daimler-Benz AG de 1959 à 1964.

## Aperçu du modèle
L’O 322 a été présenté au Salon de l'automobile de Francfort en 1959 et mis sur le marché en 1960 en tant que premier autobus urbain pur de l’entreprise. Un seul modèle était construit et annoncé avec la formule « 1-10-100=322 », ce qui signifiait qu’un conducteur pouvait transporter près de 100 passagers avec un autobus de près de dix mètres de long. Les nouveautés par rapport aux autobus précédents étaient le frein d’arrêt et l’entraînement hydrostatique du ventilateur. Cela signifiait que l’autobus pouvait être facilement stoppé à l’arrêt de bus lors de courts arrêts et que le ventilateur du radiateur ne fonctionnait pas en permanence, mais uniquement à partir d’une température de l’eau de refroidissement de 84 °C.
Visuellement, l’autobus était toujours similaire au O 317, mais il avait des vitres latérales nettement plus grandes et des passages de roues plus évasés. En règle générale, la structure était à deux portes (avant/milieu; également avant/arrière sur certains exemplaires). Il y aurait eu une version trois portes, le tramway Herne-Castrop-Rauxel portant le numéro 48.
L’O 322 a subi un lifting au cours de l’été 1961, au cours duquel la partie avant a été changée. Le pare-brise était plus courbé vers l’avant et le bord du toit était plus tiré vers l’avant. Les moteurs OM 321 à préchambre d’une cylindrée de 5,1 l et d’une puissance de 81 kW (110 ch DIN) ont été remplacés par les moteurs OM 322 techniquement similaire, d’une cylindrée de 5,7 l et d’une puissance de 93 kW (126 ch DIN). La transmission G 32 de Daimler-Benz à cinq vitesses a été élargie pour inclure un premier rapport plus court; les autres rapports sont restés inchangés; le premier rapport de la transmission à quatre vitesses précédente est simplement le deuxième rapport dans la transmission à cinq vitesses (et ainsi de suite). Étant donné que le premier rapport de la transmission était désormais plus court, le rapport de démultiplication de la boîte de vitesses pouvait être allongé sur l’essieu arrière, ce qui signifiait que le moteur pouvait rouler à un régime moteur inférieur tout en conservant une vitesse constante et qu’une vitesse de pointe plus élevée pouvait être atteinte.
Seulement environ 950 exemplaires de cet autobus à moteur arrière et à suspension pneumatique ont été construits. L’une des raisons était probablement le remplacement du système de préchambre pur par une injection directe, par exemple dans le modèle successeur, l’O 352 (non disponible en Allemagne). Les avantages de cette nouvelle conception étaient des économies de carburant, des besoins d’entretien réduits, une production moindre de suie et la suppression désormais possible de l’aide au démarrage à des températures supérieures à −15 °C.

## Localisation
La Deutsche Bundespost possédait au total 140 exemplaires du Mercedes O 322. 29 autobus de ce modèle sont allés à la SSB pour remplacer un tronçon de l’ancienne ligne de tramway 3. Trois O 322 ont été utilisés à Münster jusque dans les années 1970, treize à Solingen, onze sur la ligne Cologne-Bonn, dix à Wilhelmshaven, huit à Bamberg, neuf à Passau, treize sur l’ex chemin de fer circulaire de Geilenkirchen (dont 3 à Düren), six appartenant au transport d’Erkelenz et trois à Mönchengladbach. Douze O 322 ont été vendus à Fribourg-en-Brisgau; Cependant, comme ils étaient trop petits pour le nombre élevé de passagers de cette ville, six de ces véhicules ont été restitués au constructeur peu de temps après. Dans l’ensemble, l’O 322 a plus ou moins disparu du paysage urbain dans les années 1970. Certains O 322 opéraient également à l’étranger, par exemple six exemplaires au MIVG de Gand (Belgique).

## Exemplaires conservés
En juillet 2009, il restait encore cinq exemplaires connus dans l’espace germanophone; dont deux étaient encore opérationnels. L’un de ces deux exemplaires était exploité par l’Association des tramways historiques de Stuttgart jusqu’en 2021. Il était régulièrement utilisé par la SSB jusqu’en 1979, ensuite utilisé en tant que véhicule d’auto-école, puis transmis à l’exploitant précédent et actuel; il a entre-temps été envoyé à Schönau en Rhin-Neckar et n’est revenu à Stuttgart qu’en 1995. Après plusieurs années de restauration approfondie, l’autobus était à nouveau utilisable en 2001. Le véhicule a été détruit de manière irréparable lors d’un incendie majeur au dépôt de la SSB de Stuttgart-Gaisburg dans la soirée du 30 septembre 2021.

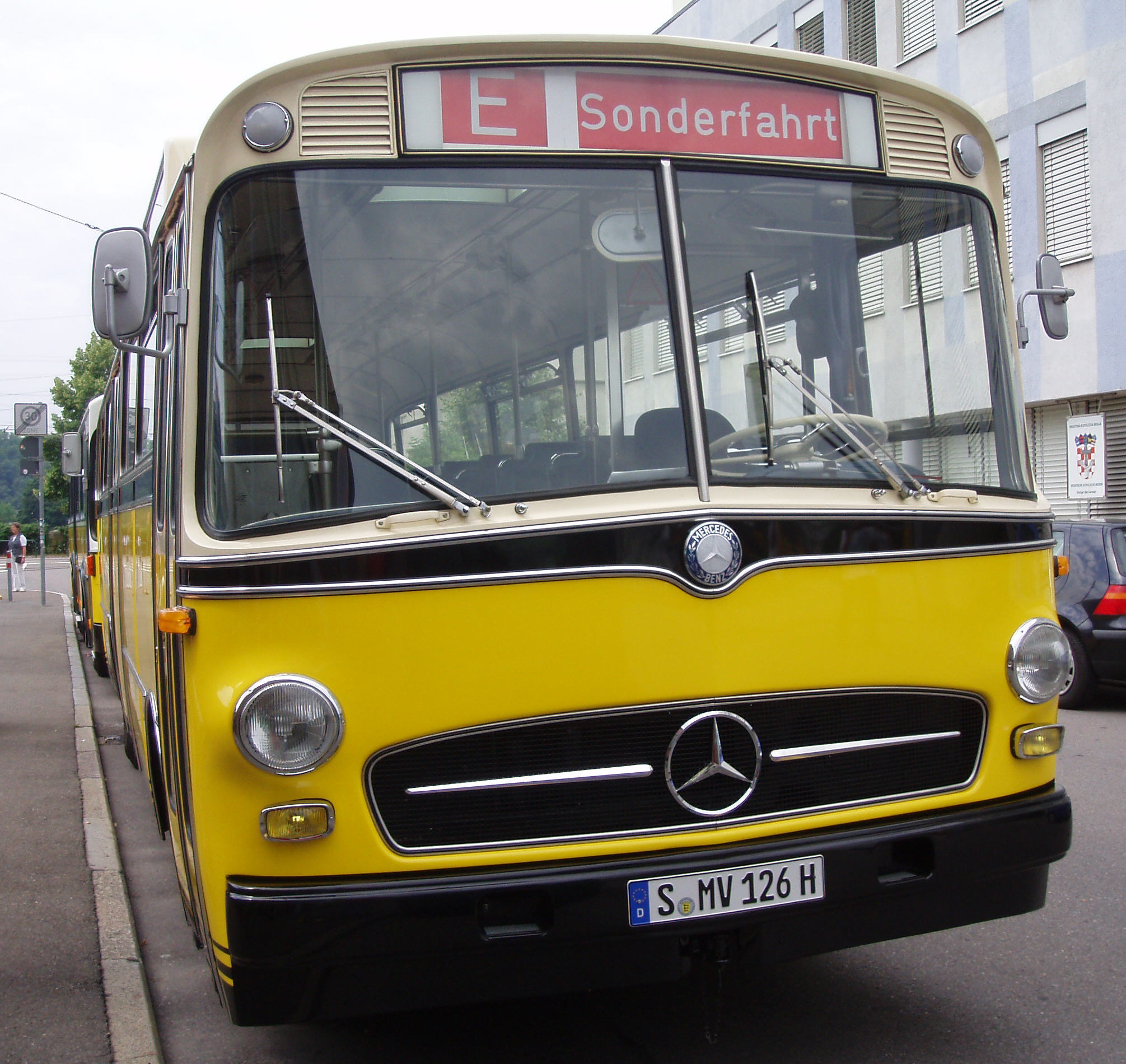
Vue avant
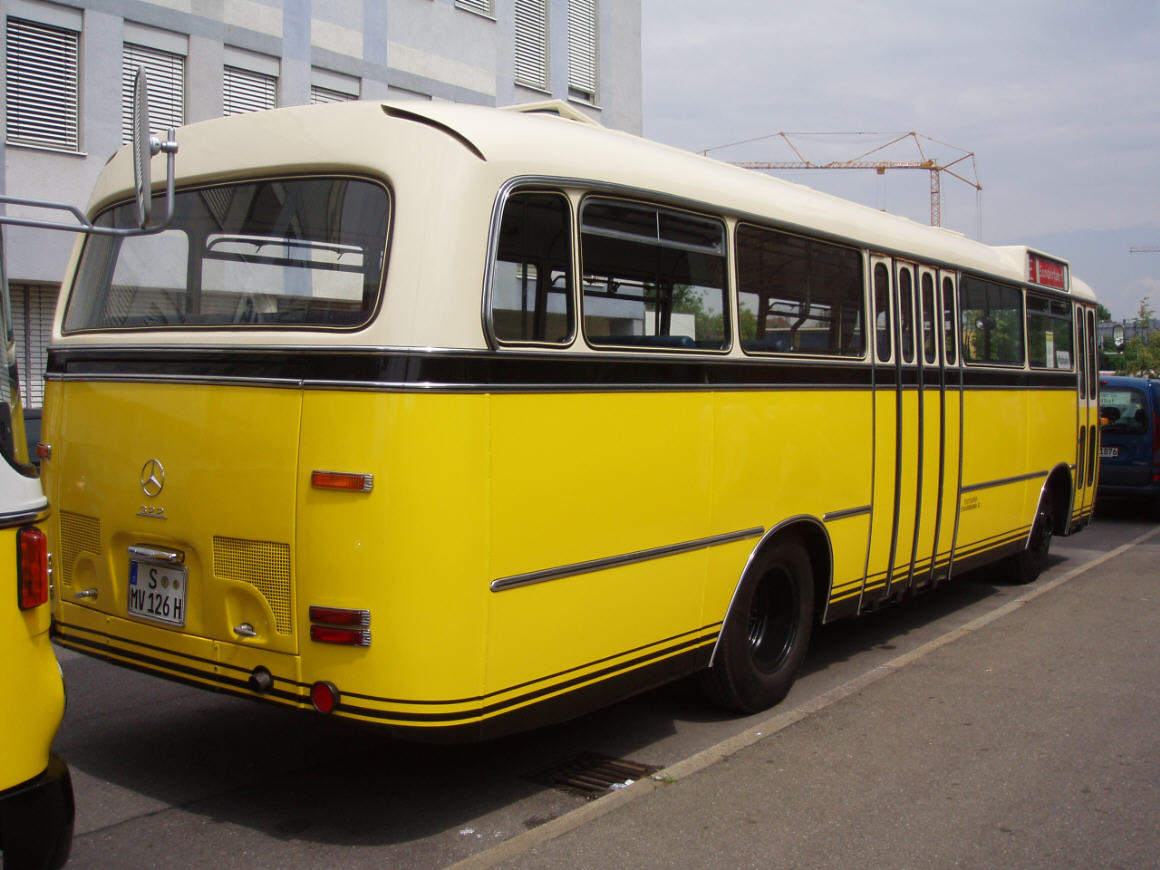
Vue arrière

## Production O 322
| Année                                       | 1960 | 1961 | 1962 | 1963 | 1964 | 1965 | 1966 | total |
| ------------------------------------------- | ---- | ---- | ---- | ---- | ---- | ---- | ---- | ----- |
| O 322                                       | *    | *    | *    | *    | *    |      |      | 942   |
| O 322 Châssis pour carrossiers              | *    | *    | *    | *    | *    |      |      | 17    |
| LPO 322 / LPO 1113 Châssis pour carrossiers |      |      | *    | *    | *    | *    | *    | 186   |